# Удри, Жан-Батист
Жан-Бати́ст Удри́ (фр. Jean-Baptiste Oudry; 17 марта 1686, Париж — 30 апреля 1755, там же) — французский живописец, рисовальщик и гравёр, академик Королевской академии живописи и скульптуры (с 1719; ассоциированный член с 1717); выдающийся анималист стиля рококо, один из ведущих художников-декораторов первой половины царствования Людовика XV.

## Биография и творчество
Жан-Батист родился в Париже, в семье Жака Удри (около 1661—1720) — живописца и торговца картинами, члена Академии Святого Луки. В 1704 году учился в Париже у марсельского художника Мишеля Сёрра (1658—1733). С 1707 по 1712 год был учеником (и, возможно, подмастерьем) Никола де Ларжильера. У него он обучался преимущественно портретной живописи; его собственные ранние работы в этом жанре типичны для стиля рококо. Одновременно Удри посещал рисовальные классы Королевской академии живописи и скульптуры и парижской Академии Святого Луки.
В 1708 году Удри в парижской Академии Святого Луки получил звание мастера за картину «Святой Иероним». В этот период он создавал картины на религиозные темы. Удри также писал натюрморты, служившие украшением интерьеров.
В 1719 году Удри был принят в Королевскую академию живописи и скульптуры. С этого времени он работал преимущественно в анималистическом жанре, а также иллюстрировал книги и создавал картоны гобеленов. С 1721 года в его творчестве также появляются сцены охоты. В 1723 году Удри получил королевский заказ на три большие охотничьи сцены для дворца в Шантийи (ныне — две находятся в Музее Конде; одна — в Музее изящных искусств, Руан). В 1726 году он выставил двадцать шесть своих лучших произведений в Больших апартаментах Версальского дворца.
В 1733—1734 годах Удри возглавлял шпалерную мануфактуру в Бове. В 1733—1755 годах был также инспектором мануфактуры Гобеленов в Париже. Для мануфактуры в Бове художник создал картоны «Новые Охоты» (1727), «Сельские забавы» (1730), «Комедии Мольера» (1732), «Метаморфозы Овидия» (1734) и «Басни Лафонтена» (1736).
«Портретист по образованию, мастер религиозных сцен по необходимости», по призванию Ж.-Б. Удри — живописец охотничьих сцен, животных и натюрмортов. С 1728 года он постоянно сопровождал на охоте короля Людовика XV. В 1734 году Удри написал для Кристиана Людвига II Мекленбургского четыре картины со сценами охоты и животными («Охота на кабана», «Семья косули», «Охота на волка», «Два оленя»). Отличительные особенности картин Удри со сценами охоты — гармоничность композиционного строя, богатство красок, иллюзионистическая убедительность (серия «Королевские охоты», 1733—1746, Фонтенбло; Лувр, Париж; «Экзотические животные», музей, Шверин; «Собаки в стойке перед дичью», Национальный музей, Стокгольм). Он также рисовал собак из королевской своры и был назначен «Королевским живописцем охотничьих сцен». Удри внёс большой вклад в развитие стиля рококо в разных видах искусства: он выполнял рисунки мебельных обивок, проекты подсвечников, часов, каминных экранов. По рисункам Ж.-Б. Удри были выполнены картоны для шпалер на сюжеты басен Лафонтена. Гравёр Ш.-Н. Кошен Младший с помощниками награвировали 276 иллюстраций по рисункам Удри для знаменитого четырёхтомного издания «Басен» Лафонтена (1755).
К услугам художника обращались и другие монархи и высокопоставленные особы, в том числе русский царь Пётр I, королева Швеции Ульрика Элеонора и герцог Мекленбург-Шверина Кристиан Людвиг II. Ему принадлежит выполненный пером портрет Петра I.
Из поздних работ художника особенно известны натюрморты «Заяц и баранья нога» (1742), по совершенству техники близкий к жанру тромплёя, и «Белая утка» (1753), отличающийся точностью рисунка и богатством оттенков белого. Картину «Собака с миской» художник выполнил в жанре фигуры-обманки на чугунной доске для камина.
Жан-Батист Удри умер 30 апреля 1755 года и был похоронен в Бове. Сын и ученик Жана-Батиста — Жак-Шарль Удри (1720—1778) — «живописец цветов и животных», придворный художник принца Лотарингского, работал в Париже и Брюсселе.

## Галерея
- Косуля, преследуемая собаками. 1725. Холст, масло. Музей изящных искусств, Руан
- Заяц и баранья нога. 1742. Холст, масло. Художественный музей Кливленда, Огайо
- Лебедь, атакуемый собакой. 1745. Холст, масло. Художественный музей Северной Каролины
- Белая утка. 1753. Холст, масло. Местонахождение неизвестно
- Лев и муха. 1732. Холст, масло. Национальный музей Швеции, Стокгольм